# دکتر نو (رمان)
دکتر نو (انگلیسی: Dr. No) ششمین رمان از مجموعه رمان‌های جیمز باند مأمور سازمان اطلاعات مخفی بریتانیا است که ایان فلمینگ به رشته تحریر درآورده است. این کتاب برای نخستین بار در ۳۱ مارس ۱۹۵۸ در بریتانیا منتشر شد. بر اساس این رمان فیلمی با همین نام و با بازی شون کانری در نقش جیمز باند در سال ۱۹۶۲ ساخته و اکران شد.